# Synagris elephas
Synagris elephas är en stekelart som beskrevs av André 1895. Synagris elephas ingår i släktet Synagris och familjen Eumenidae. Inga underarter finns listade i Catalogue of Life.